# Колвиг, Пинто
Пи́нто Ко́лвиг (англ. Pinto Colvig; 11 сентября 1892, Джексонвилл, Орегон — 3 октября 1967, Вудленд-Хиллз, Калифорния) — американский актёр озвучивания, клоун, карикатурист. Наиболее известен созданием образа клоуна Бозо и озвучиванием Гуфи (с 1932 по 1965 год).

## Биография
Вэнс ДеБар Колвиг (настоящее имя актёра) родился 11 сентября 1892 года в городке Джексонвилл, штат Орегон. Был одним из пятерых детей в семье судьи Уильяма Мейсона Колвига (1845—1936) и его жены, Аделаиды Бёрдсей (1856—1912).
Окончил Орегонский сельскохозяйственный колледж (ныне — Университет штата Орегон). С 1916 года работал в Сан-Франциско в Animated Film Corp — компании, занимавшейся производством мультфильмов. С 1925 года стал озвучивать мультфильмы, взяв псевдоним «Пинто» из-за своего конопатого лица, его самыми яркими ролями стали кролик Освальд (в 1930—1931 годы), Гуфи (с 1932 по 1965 год), поросёнок Наф-Наф (с 1933 по 1941 год), лай Плуто (с 1931 по 1961 год), соперник моряка Попая — Блуто (в 1939—1940 годы).
Пинто Колвиг всю жизнь был заядлым курильщиком, и при этом одним из первым начал пропагандировать предупреждающие о вреде курения надписи и изображения на пачках сигарет. Колвиг скончался от рака лёгких 3 октября 1967 года в Лос-Анджелесе на 76-м году жизни. Похоронен на кладбище Святого креста в городке Калвер-Сити, штат Калифорния.

### Личная жизнь
Пинто Колвиг был женат дважды:
- Маргарет Бёрк Славин, с 1916 по 1950 год, смерть супруги. Пятеро сыновей:
  - Вэнс[англ.] (1918—1991), актёр кино и телевидения
  - Уильям Мейсон (1920—1992)
  - Баингтон Форд (1921—1996)
  - Бёрк Л. (1922—1985)
  - Кортни Икс. (1931—1990)
- Пегги Бернис Эллари, с 1952 по 1967 год, смерть актёра. Детей нет.

## Награды (посмертные)
- 1993 — Легенда Диснея в категории «Озвучивание мультфильмов»[8]
- 28 мая 2004 — включён в Международный зал славы клоунов[англ.][13][14]

## Избранная фильмография

### ОзвучиваниеГуфи
- 1942 — Привет, друзья! / Saludos Amigos
- 1946 — Рыцарь на один день[англ.] / A Knight for a Day
- 1946 — Двойной дриблинг[англ.] / Double Dribble
- 1947 — Весёлые и беззаботные / Fun and Fancy Free
- 1950 — Моторомания[англ.] / Motor Mania
- 1951 — Не курить[англ.] / No Smoking
- 1952 — Папа против льва[англ.] / Father’s Lion
- 1952 — Две недели отпуска[англ.] / Two Weeks Vacation

### Прочие работы
- 1933 — Три поросёнка / Three Little Pigs — Наф-Наф
- 1936 — Три волчонка[англ.] / Three Little Wolves — Наф-Наф
- 1937 — Белоснежка и семь гномов / Snow White and the Seven Dwarfs — гномы Ворчун и Соня
- 1939 — Волшебник страны Оз / The Wizard of Oz — озвучивание одного из жевунов
- 1942 — Blitz Wolf — сержант Свин
- 1944 — Три кабальеро / The Three Caballeros — птица Аракуан
- 1947 — Очень большая канарейка / King-Size Canary — Кот
- 1948 — Микки и тюлень / Mickey and the Seal — Плуто
- 1949 — Деревенская Красная Шапочка / Little Rural Riding Hood — Деревенский Волк
- 1959 — Спящая красавица / Sleeping Beauty — приспешник Малефисенты
- 1965 — Человек из Баттон-Уиллоу[англ.] / The Man from Button Willow — озвучивание разных персонажей